# 1896 en philosophie
Chronologie de la philosophie
- 1892
- 1893
- 1894
- 1895
- 1896
- 1897
- 1898
- 1899
- 1900

L’année 1896 a été marquée, en philosophie, par les événements suivants :

## Publications
- Matière et mémoire d'Henri Bergson.
- L'Antéchrist (Der Antichrist), de Friedrich Nietzsche.

## Naissances
- 21 mars : Friedrich Waismann, philosophe autrichien, mort en 1959.
- 9 août : Jean Piaget, biologiste, psychologue, logicien et épistémologue suisse, mort en 1980.

## Décès
- 18 août : Richard Avenarius, philosophe allemand, né en novembre 1843, mort à 52 ans.